# Trio The Punch – Never Forget Me...
Trio The Punch - Never Forget Me... (トリオ・ザ・パンチ torio za panchi?) es un juego de arcade publicado por Data East en 1990. El juego nunca fue lanzado fuera de Japón, y se destaca por su rareza y estupidez.
El juego fue relanzado en 2007 como parte de Oretachi gē-sen zoku (オレたちゲーセン族?), una serie de juegos de arcade de la década de 1980 y 90 para la consola de PlayStation 2. La empresa G-mode adquirió los derechos del juego después de la quiebra de Data East, y lanzó una versión para móviles para el Vodafone Ezweb. Aunque el juego estaba previsto inicialmente como un juego sugoroku titulado TV Sugoroku Trio the Punch (TVすごろく トリオ・ザ・パンチ?), el contenido fue cambiado por completo durante la producción al lanzarlo, de acuerdo con la revista de juegos arcade Coin Op'ed.
La versión de PS2 (que se lanzó en 2001) soporta el hardware Data East Player.
La oveja de este juego apareció más tarde en Suiko Enbu: Fuunsaiki y Makoto Mizoguchi's super attack.